# D’Appolito

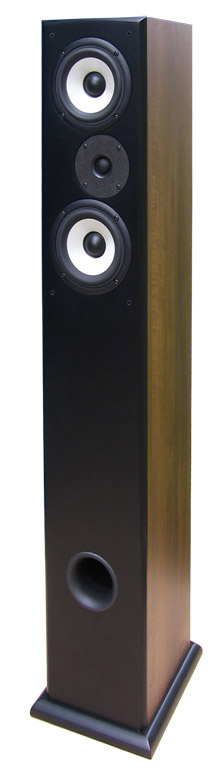
Kolumna Tonsil „Siesta” z głośnikami w konfiguracji D’Appolito

D’Appolito – układ  przetworników elektroakustycznych stosowany w niektórych kolumnach głośnikowych.

## Budowa
Układ D’Appolito polega na umieszczeniu głośnika wysokotonowego symetrycznie pomiędzy dwoma średnio-niskotonowymi połączonymi równolegle i przetwarzającymi ten sam zakres częstotliwości. W konstrukcjach tego typu stosuje się zwrotnice wyższego (zwykle trzeciego) rzędu o niskiej częstotliwości podziału sygnału (najczęściej około 2500 Hz). Przyjmuje się, że odległość między głośnikami nie może być większa niż 2/3 długości fali przy częstotliwości podziału.

## Cechy
Zaletą tego układu jest powstanie symetrycznego źródła promieniowania dźwięku, dzięki czemu zmiana położenia słuchacza w płaszczyźnie pionowej nie powoduje znaczących zmian barwy dźwięku. Natomiast spadki na charakterystykach mierzonych przy większych kątach redukują odbicia od podłogi i sufitu w zakresie średnich tonów, co poprawia akustykę, zwłaszcza w niewielkich pomieszczeniach.

## Historia
Nazwa D’Appolito pochodzi od nazwiska twórcy koncepcji symetrycznego układu głośników, znanego konstruktora dra Josepha D’Appolito. Teoretyczne założenia tego układu zostały opisane w wydanej w 1983 roku monografii pt. „A Geometric Approach to Eliminating Lobing Error in Multiway Loudspeakers”.